# クリスティーン・チュバック
クリスティーン・チュバック（Christine Chubbuck、1944年8月24日 - 1974年7月15日）は、アメリカ合衆国のニュースキャスター。
テレビ番組の生放送の最中に突然拳銃自殺を遂げた人物として知られている。
なお、姓の「Chubbuck」の発音は「チュバック」ではなく、「チャバック」が近い。

## 生い立ちと教育
1944年、オハイオ州サミット郡ハドソン(Hudson, Ohio)にて、父ジョージ・フェアバンクス・チュバック(George Fairbanks Chubbuck, 1918～2015)と、母マルガレータ・オーガスタ・ディヴィス・チュバック(Margretha Augusta Davis Chubbuck, 1921～1994）の娘として生まれた。ほかにティムとグレッグの2人の兄弟がいる。クリーブランド郊外、シェイカー・ハイツ(Shaker Heights)にある私立の女子校、ローレル・スクール(Laurel School)に通った。チュバックはこの学校で、『デイトレス・ワンダーズ・ニティング・クラブ』(Dateless Wonders Knitting Club)と呼ばれる、「真面目な表情で、遊び心を込めて皮肉や冗談を言い合う」(tongue-in-cheek)集まりを作った。これについて彼女は、ジョークのつもりで「土曜日の夜にデートする相手がいない、デートを拒否された女の子同士」で結成したという。
オハイオ州オックスフォードにあるマイアミ大学に1年間在籍したのち、マサチューセッツ州ビバリーにある私立大学、エンディコット大学(Endicott College)に入学し、1965年、ボストン大学にて放送学の学位を取得した。

## 初期の仕事
1966年から1年間、クリーブランドにあるテレビ局『WVIZ』にて勤務する。1967年の夏、ニューヨーク大学にて開催されたラジオ番組とテレビ番組の研究集会に参加する。同年、ペンシルベニア州ピッツバーグにあるテレビ局『WQED-TV』にて、ローカル番組『Women's World and Keys to the City』の製作助手を務め、1968年に去った。病院でコンピューターの操作担当として4年間、フロリダ州サラソータにあるケーブル・テレビ会社で2年間勤務した。アメリカン・ブロードキャスティング・カンパニー(American Broadcasting Company、『ABCテレビ』）の関連会社『WXLT-TV』（のちの『WWSB』）に入社する直前、フロリダ州セントピーターズバーグにあるテレビ局『WTOG』の交通部門で働いていた。

### WXLT-TV
『WXLT-TV』のオーナー、ボブ・ネルソン(Bob Nelson)は、当初はチュバックをリポーターとして雇っていたが、のちに彼女を、午前9時から放送される、地域社会にまつわる問題について話し合う対談番組『サンコースト・ダイジェスト』(『Suncoast Digest』)の司会に抜擢した。番組制作責任者、ゴードン・J・アッカー(Gordon J. Acker)は、チュバックによる新番組について、地方紙に記事を寄稿し、その中で以下のように記述している。
「地元の人々とその活動を特集します。一例として、アルコールや薬物の依存症を抱える人、『途方に暮れている』人々を対象とした街頭組織を取り上げていきます」
この記事の5ページ目には、ABCテレビが撮影した、微笑んでいるチュバックの写真が掲載されている。
チュバックは自身の仕事に対して真摯であり、サラソータ・ブレイデントンの地元の役人を招いて、当時増加を続けていた海岸沿いの住民にとっての関心事項について議論していた。チュバックの死後、日刊紙『サラソータ・ヘラルド・トリビューン』(Sarasota Herald-Tribune）は、「フロリダ森林管理局のブレイデントン地区事務所がチュバックを『森林保全功労賞』（『Forestry and Conservation Recognition Award』）受賞者として推薦した」と報道した。地区の林務官、マイク・キール(Mike Keel)は、彼女が自殺する当日、『サンコースト・ダイジェスト』にゲストとして出演する予定であり、彼女を「有力候補」と見ていた。

## 鬱病
チュバックは、いつしか鬱病と自殺願望に対してどう立ち向かえば良いかを家族に対して長々と伝えるようになったが、自身の意図をあらかじめ伝えていたわけではなかった。1970年、チュバックは薬物の過剰摂取を試み、そのことについて何度も言及していた。また、死の数週間前まで精神科医の診察を受けていた。これのせいで娘が解雇される事態を危惧したチュバックの母は、娘に自殺の兆候があることをテレビ局に伝えなかった。彼女を抑鬱と自殺への願望に駆り立てた要因については、「親密な関係の構築が欠如していた」と考えられている。のちにチュバックの母は「あの娘が死んだのは、単純に、私生活が満たされていなかったからよ」と、手短に述べている。チュバックは同僚に対して、自分がもうすぐ30歳になろうとしていることを嘆いていた。チュバックは、男性と2度以上はデートしたことが無く、しかも処女であった。チュバックの弟、グレッグは、姉がサラソータに移住する前に男性とデートに出掛けたことを思い出したが、姉が相手と打ち解けてはいなかったことを肯定している。グレッグはまた、姉の「自分には恋人ができない」という消えることのない自己卑下が、進行中であった姉の鬱病の一因になったと考えた。のちのに行われた取材訪問で、グレッグは、姉には2つの重大な出来事があったことを公式に述べている。1つ目は、姉が10代のころ、20代の男性と一緒にいたが、その男性は交通事故で死んだこと。2つ目は、別の男性と知り合うも、その男性がユダヤ人であったことから、父親に強く反対され、付き合うことは無かった。死の前年、彼女は右の卵巣を摘出する手術を受けており、「あと2～3年以内に妊娠しなければ、もう妊娠の見込みは無いだろう」と告げられた。ワシントン・ポスト(The Washington Post)に所属するジャーナリスト、サリー・クイン(Sally Quinn)による記事（1974年）では、チュバックは、同僚の1人、ジョージ・ピーター・ライアン(George Peter Ryan)に対して「報われない片想い」をしていたという。チュバックはジョージのためにケーキを焼き、彼からの情熱的な求愛を期待していたが、ジョージはスポーツ記者のアンドレア・カービー(Andrea Kirby)と関係を持っていたことが明らかになっただけに過ぎなかった。カービーはチュバックにとって友人ではあったが、ボルティモア(Baltimore)で新たな仕事の申し出を受けた。このことが、チュバックの抑鬱状態をますます悪化させることになる。
恋人ができなかったチュバックは、「親しい友人と呼べる存在をどうしても必要としていた」と考えられているが、彼女に友好的に振舞おうとすると、彼女はそれをぶっきらぼうな態度で拒否する傾向が見られた、と同僚は述べている。彼女は自己卑下に走り、絶えず自分自身を非難し、他人から褒められても全て撥ね付けるようになった。数年後、弟のグレッグは、姉が躁鬱病患者に見られる兆候（双極性障害）を示していたことを思い出している。チュバックが死んだ1974年の時点では、精神医学会は双極性障害を「病気」とは見做していなかった。
死の一週間前、チュバックは、夜の時間帯のニュースの編集担当、ロブ・スミス(Rob Smith)に、自分は銃を購入して生放送中に自殺するという話を冗談めかして語った。スミスはのちに「チュバックの『病気』がこちらを笑わせようとした」と判断し、彼女の発言を受け流してすぐに話題を変えた、と明言している。

## 逸話
死の数年前、チュバックはフロリダ州のスィエスタ・キー(Siesta Key, Florida)にある別荘に移住した。ワシントン・ポストによれば、チュバックは別荘にある寝室と庇に、十代の若者がやるような落書きをしたという。チュバックの両親が離婚したのち、母マルガレータと弟のグレッグがフロリダに住むようになる。のちにグレッグが去り、兄ティムは引っ越した。チュバックによれば、最も近しい友人と呼べる存在だったのは母と弟であったという。
チュバックはサラソータ記念病院(Sarasota Memorial Hospital)にて、知的障害児のために人形劇を披露したことがあり、時折、自作した人形を『WXLT-TV』での対談番組に取り入れたこともあった。

## 死
1974年7月15日の朝、チュバックは、「サンコースト・ダイジェストを放送する前にニュースを読む必要がある」と主張し、同僚を困惑させた。彼女がこのような発言をしたのはこれが初めてであった。その日の朝に行われる対談番組に招かれていたゲストは、放送室の向こう側に待機しており、チュバックはニュース・キャスター用のデスクに座っていた。番組が始まって最初の8分間、チュバックは全国ニュースを3つ取り上げたあとに、この日の前日にサラソータ＝ブレイデントン空港(Sarasota-Bradenton Airport)にあるレストラン『ビーフ・アンド・ボトル（『Beef & Bottle』）での取材を取り上げた。この取材について報道する際、フィルム・リールが詰まり、そのニュース映像が流れなかった。だが、彼女はそれを気にすることなく受け流しながら、カメラに向かって次のように語りかけた。
「In keeping with Channel 40's policy of bringing you the latest in 'blood and guts' and in living color, you are going to see another first — an attempted suicide.」（「視聴者の皆様に、最新の情報を生々しいものであっても躍動感溢れるようお届けするというチャンネル40の方針に従いまして、ただ今から皆様にご覧いただきますのは、本邦初公開の・・・自殺です」）。
そう言うと、彼女は38口径の5連発拳銃・S&W M36を取り出し、その銃口を自身の右耳の後ろに当てて、引き金を引いた。直後に彼女は勢いよく前のめりに倒れた。技術監督は速やかに放送を中止し、テレビ画面は真っ黒に変わった。放送局は、すぐさま「いつも通りの番組を放送する」と発表し、その後、映画を放映した。警察に通報する視聴者や、テレビ局に電話を掛けて「先ほどの拳銃自殺は演出なのか、本物なのか？」と問い合わせる視聴者も出た。
この拳銃自殺のあと、番組の制作責任者、マイク・スィモンズは、チュバックが番組中に読んでいたニュース原稿中に、本事件についてのみならず、自殺の後に他の局員が後を受け継いで読むことを想定した、第三者視点から事件を報告するニュース原稿までもが含まれていたことを発見した。スィモンズは、彼女による原稿は、彼女の精神状態が「critical」（「重篤」）なものであったことを示している、と述べた。
サラソータ記念病院に緊急搬送されたチュバックは、14時間後に死亡を宣告された。彼女が死んだという知らせを受けて、『WXLT』の局員は、彼女による原稿を用いてほかのテレビ局に情報を公開した。さしあたって、『WXLT』は『サンコースト・ダイジェスト』の代わりにテレビシリーズの『くまとマーク少年』（『Gentle Ben』）の再放送を放映した。

### 葬儀
チュバックの葬儀は、フロリダのビーチで執り行われた。彼女の葬儀には、地元の役人を含む約120人が参列した。チュバックがとくに気に入っていたという歌手のロバータ・フラック(Roberta Flack)による歌が3曲演奏された。長老派教会の牧師、トマス・ビーソン(Thomas Beason)は、
「我々は今、喪失感を味わい、彼女が抱えていた強い思いに圧倒され、彼女が他人を受け入れようとしなかったことを知って自責の念に駆られ、彼女が孤独への道を突き進んだことに心を傷め、彼女による言葉に困惑しています」
と、弔辞を述べた。
遺体は火葬され、その遺灰はメキシコ湾に散灰された。

## 余波
チュバックが担当していた番組『サンコースト・ダイジェスト』は、新たな司会者のもとで数年間放送された。マイク・スィモンズは、チュバックの自殺とテレビ局は無関係だと考えている。1977年、スィモンズは、「問題の核心と言えるのは、『彼女は結婚を望むも叶わなかった29歳の少女であった』という点だ」と語っている。
チュバックが自殺する瞬間の映像が放映されたのは1度だけである。このときの映像について、様々な仮説が唱えられてきた。チュバックの自殺の映像は、テレビ局のオーナー、ロバート・ネルソン(Robert Nelson)が所有し、彼の未亡人であるモリー・ネルソン(Mollie Nelson)が大切に保管していた。2016年6月、チュバックの自殺映像は存在し、ロバート・ネルソンが所有していたことも確認された。しかし、彼の妻モリーは、これが人の手に渡らないように「大手の法律事務所」に引き渡した。モリーはこの映像を一般公開するつもりは無いという。
2007年、チュバックの弟グレッグは、『E! Entertainment Television special』に出演し、姉に関する事柄を初めて公に語った。
2016年、グレッグは『ザ・サン』(The Sun Newspaper)からの取材に対し、チュバックの自殺の映像を収めたビデオテープは厳重に保管されており、何があろうとも公開されないことが保証された差し止め請求権を得た、と明言した。

## その後
2003年、クリストファー・ソレンティーノ(Christopher Sorrentino)は、チュバックの自殺を基にした短編小説『Condition』を、文芸雑誌『Conjunctions』にて発表した。
2016年に開催されたサンダンス映画祭にて、チュバックに関する映画が2本上映された。1本目は『クリスティーン』で、クリスティーン・チュバックを演じたのはレベッカ・ホール(Rebecca Hall)で、ジョージ・ピーター・ライアンを演じたのはマイケル・C・ホール(Michael C. Hall)。監督はアントニオ・カンポス(Antônio Campos)。
2本目は、『ケイト・プレイズ・クリスティーン』（『Kate Plays Christine』）。女優のケイト・リン・シェイル(Kate Lyn Sheil)がチュバックを演じ、その生涯を追っていくドキュメンタリー映画である。

## 参考
1. ↑  Pelisek, Christine (2016年2月10日). “Journalist Christine Chubbuck Threw Herself a Going Away Party Before Killing Herself on Live TV, Colleague Says”. People.com. 2021年5月7日時点のオリジナルよりアーカイブ。2022年12月24日閲覧。
2. ↑  Pelisek, Christine (2016年2月10日). “Colleagues Recall Shock and Horror After Journalist Committed Suicide on Live TV: 'I Didn't See the Gun'”. People.com. 2022年12月24日時点のオリジナルよりアーカイブ。2022年12月24日閲覧。
3. ↑  Pelisek, Christine (2016年2月11日). “Brother of TV Journalist Christine Chubbuck Who Shot Herself on Air: 'She Never Felt Like She Was Good Enough'”. People.com. 2022年12月24日時点のオリジナルよりアーカイブ。2022年12月24日閲覧。
4. ↑  Pelisek, Christine (2016年2月11日). “Brother of Christine Chubbuck, the 70s Journalist Who Committed Suicide on Live TV, Says No One Will Ever Find the Tape of that Horrific Day”. People.com. 2020年11月28日時点のオリジナルよりアーカイブ。2022年12月24日閲覧。
5. ↑  How to pronounce Christine Chubbuck - YouTube
6. ↑  “Margaretha D Chubbuck public record”. 2016年3月5日時点のオリジナルよりアーカイブ。2022年12月24日閲覧。
7. ↑  “The newsreader who shot herself live on air: the tragic true story of Christine Chubbuck”. The Telegraph (2017年1月24日). 2018年3月14日時点のオリジナルよりアーカイブ。2022年12月24日閲覧。
8. ↑  “Tragic death of former Hudson resident on live TV is inspiration for two films” (2016年1月31日). 2022年12月24日時点のオリジナルよりアーカイブ。2022年12月24日閲覧。
9. ↑  “TV Hostess Dies in 'Suicide Show'”. The Pittsburgh Press:  p. 8. (1974年7月16日) 2018年11月17日閲覧。
10. 1 2 3 4  Dietz, Jon (1974年7月16日). “On-Air Shot Kills TV Personality”. Sarasota Herald-Tribune 2018年11月17日閲覧。
11. 1 2  “Chris Chubbuck Memorial Services Thursday”. Sarasota Herald-Tribune. (1974年7月17日) 2018年11月17日閲覧。
12. ↑  Wesson, Helen (1973年8月30日). “WXLT-TV Adds A.M. Talk Show”. Siesta Key Pelican
13. ↑  “Chris Chubbuck is Posthumous Award Candidate”. Sarasota Herald-Tribune. (1974年7月20日) 2018年11月17日閲覧。
14. ↑  Kamstock, Dr. Edwin L. (July 15, 1974). “Autopsy report #A-74-203”. Sarasota County Sheriff's Dept. file, case #74-15120 2018年11月17日閲覧。.
15. ↑  “Interview with Greg Chubbuck for "Boulevard of Broken Dreams: Christine Chubbuck"”. E! Entertainment Television. (2007年2月26日)
16. 1 2 3  Rollings, Grant (2016年10月8日). “'I THINK ABOUT IT EVERY DAY' Bro of TV anchor Christine Chubbuck, who shot herself in the head live on telly, opens up about her troubled life in new films”. The Sun (United Kingdom). 2022年12月24日時点のオリジナルよりアーカイブ。2022年12月24日閲覧。
17. 1 2 3 4  Quinn, Sally (1974年8月4日). “Christine Chubbuck: 29, Good-Looking, Educated. A Television Personality. Dead. Live and in Color.” (PDF). 2004年12月26日時点のオリジナルよりアーカイブ。2018年11月17日閲覧。
18. ↑  “Chubbuck Rites On Beach”. The Hudson Hub. (1974年7月28日)
19. ↑   Sarasota County Sheriff's Dept. file, case #74-15120. (July 15, 1974) 2018年11月17日閲覧。.
20. ↑  Rubin, Valerie (1974年7月16日). “Tragic TV drama unfolds before unbelieving eyes”. Sarasota Herald-Tribune 2018年11月17日閲覧。
21. 1 2 3  “Newswoman shoots self on live TV”. The Dallas Morning News:  p. 1A. (1974年7月16日)
22. 1 2  “Florida TV talk show host dies after shooting herself during broadcast”. Associated Press. (1974年7月16日)
23. ↑  “Special Memorial Service Held On Public Beach For TV Personality Christine Chubbuck”. Sarasota Herald-Tribune. (1974年7月19日) 2018年11月17日閲覧。
24. ↑  “Timothy Chubbuck Eulogizes Sister in Beach Service”. Sarasota Herald-Tribune. (1974年7月18日)
25. ↑  “Chris Chubbuck is Eulogized”. Sarasota Herald-Tribune. (1974年7月18日)
26. ↑  “'Suncoast Digest' Survives”. Ocala Star-Banner. (1977年8月1日) 2018年11月17日閲覧。
27. ↑  Riesman, Abraham (2016年6月8日). “The Existence of Christine Chubbuck's Suicide Video Has Been Confirmed”. Vulture.com. 2016年6月10日時点のオリジナルよりアーカイブ。2018年11月17日閲覧。
28. ↑  "Christine Chubbuck". Boulevard of Broken Dreams. 24 February 2007. E! Television。
29. ↑  “Conjunctions:40”. Conjunctions. 2016年10月5日時点のオリジナルよりアーカイブ。2018年11月17日閲覧。
30. ↑  Christine - IMDb（英語）
31. ↑  Buckley, Cara (2016年10月9日). “When Rebecca Hall First Got This Script, She Hid It”. The New York Times. 2016年10月4日時点のオリジナルよりアーカイブ。2018年11月17日閲覧。
32. ↑  Kate Plays Christine (2016) - IMDb（英語）
33. ↑  Guerrasio, Jason (2016年1月25日). “A movie about one of the most horrific moments in TV history has become the talk of the Sundance Film Festival”. Yahoo! Finance. 2016年1月29日時点のオリジナルよりアーカイブ。2018年11月17日閲覧。
34. ↑  Holden, Stephen (2016年8月24日). “Review: 'Kate Plays Christine,' a Blurring of Fact and Fiction in a Suicide Story”. The New York Times. 2016年8月24日時点のオリジナルよりアーカイブ。2018年11月17日閲覧。
35. ↑  Itzkoff, Dave (2016年8月19日). “News Anchors Mad as Hell in 'Network' and Suicidal in 'Kate Plays Christine'”. The New York Times.  オリジナルの2016年8月20日時点におけるアーカイブ。 2018年11月17日閲覧。
36. ↑  Blauvelt, Christian (2016年2月1日). “Christine Chubbuck: The broadcaster who shot herself on air”. BBC News. 2020年9月16日時点のオリジナルよりアーカイブ。2022年12月24日閲覧。